# Museo (barrio)
Museo es un barrio de Sevilla, España, perteneciente al distrito Casco Antiguo. Está situado en la ribera del Guadalquivir y limita al norte con los barrios de San Vicente y Encarnación-Regina; al este, con el barrio de Alfalfa; y al sureste, con el barrio de El Arenal. Tiene una población estimada de 5.571 habitantes.

## Lugares de interés
- Museo de Bellas Artes de Sevilla
- Capilla Hermandad del Museo
- Real parroquia de Santa María Magdalena
- Capilla de Monserrat